# Čita
Čita (rusko Чита) je glavno in največje mesto Zabajkalskega okraja v Rusiji. Leži na trasi Transibirske železnice, okrog 900 km vzhodno od Irkutska.
Mesto leži na sotočju rek Čita in Ingoda, med Jablonomi gorami na zahodu in Čerskim pogorjem na vzhodu.

## Zgodovina
Čito so ustanovili Kozaki Pjotra Ivanoviča Beketova leta 1653. Ime mesta izhaja iz imena lokalne reke Čite.
Po uporu dekabristov leta 1825 je bilo po letu 1827 več dekabristov izgnanih v Čito. Po trditvah Georga Kennana, ki je območje obikal v 80. letih 19. stoletja, »so bili med izgnanci v Čiti eni najbolj bistrih, kulturnih in simpatičnih mož in žensk kar jih je srečal v vzhodni Sibiriji«.
Ko je leta 1855 mesto obiskal Richard Maack, je videl leseno mesto z eno leseno cerkvijo. Prebivalstvo Čite je ocenil na manj kot 1000, vendar je napovedal hitro rast mesta zaradi ruske aneksije doline Amurja.
Do leta 1885 je prebivalstvo mesta zraslo na 5728, do leta 1897 pa na 11.500. Istega leta je Čito dosegla Transsibirska železnica. Zaradi železniškega prometa je po letu 1899 Čita bliskovito postajala transportno vozlišče in industrijsko središče Transbajkalja.
Med rusko revolucijo leta 1905 so revolucionarni socialisti razglasili Čitinsko republiko. Caristične sile so mesto ponovno zavzele januarja 1906.
Boljševiki so prevzeli nadzor nad Čito februarja 1918. Od septembra 1918 do leta 1920 so v sklopu svojega sibirskega posredovanja mesto zasedale enote Japonske cesarske vojske.
Leta 1945 so sovjetske oblasti v mestu zaprle Pujija, ki je vladal kot zadnji kitajski cesar (1908–1912, 1917) in nekaj njegovih sodelavcev.

## Pobratena mesta
Mesto je pobrateno z:
- Hailar (četrt), Kitajska (1992)
- Choibalsan, Mongolija (1994)
- Manzhouli, Kitajska (1999)
- Hulunbuir, Kitajska (2001)
- Ulan-Ude, Rusija (2011)